# Nebrê
Nebrê (ou Râneb) est le deuxième roi de la IIe dynastie pendant la période thinite. Il succéda à Hotepsekhemouy et précéda Nynetjer. Manéthon l'appelle Kaiekhôs et lui compte trente-neuf ans de règne. Il est le premier roi à se rattacher au dieu Rê dans son nom.

## Attestations

### Attestations contemporaines
Nebrê est attesté par plusieurs documents :
- cinq empreintes de sceaux découverts dans la tombe A d'Hotepsekhemouy[1],[2],
- un vase en pierre sans provenance connue et seul élément de vaisselle inscrit seulement au nm de Nebrê,
- un vase en pierre découvert dans la tombe de Péribsen et sur lequel Nynetjer a apposé son nom[3],[1],[2],
- un bol découvert dans le complexe funéraire de Mykérinos, initialement inscrit avec le serekh d'Hotepsekhemouy, a été réinscrit avec le serekh de Nebrê[1],
- deux éléments de vaisselle, une coupe en diorite sombre et un vase ovoïde en diorite marbrée de blanc et de verdâtre numérotés respectivement 58 et 77, inscrits à la fois avec le serekh de Nebrê et celui d'Hotepsekhemouy, accompagnés de la déesse Bastet pour le no 58, le serekh de Nebrê et celui de Nynetjer accompagnés de la déesse Neith pour le no 77[4],
- une plaque en stéatite provenant d'une tombe d'El Kab[5],
- une stèle funéraire découverte à Mit-Rahineh mais qui devait être dressée près de la tombe du roi, encore non localisée mais qui devait se situer près des tombes d'Hotepsekhemouy (tombe A) et de Nynetjer (tombe B) situées au sud de l'enceinte du complexe funéraire de Djéser[1],[2],
- la statuette du prêtre Hotepdief sur laquelle se trouvent côte à côte les serekh d'Hotepsekhemouy, Nebrê et Nynetjer[6],
- deux inscriptions rupestres, située à l'ouest d'Hermonthis (ouadi Madawi) pour l'une et numérotée 34, située à l'est d'Hermonthis (ouadi Abou Koua) pour l'autre et numérotée 40, comportent le nom de Nebrê, bien que pour la seconde inscription, cela ne soit pas certain car elle est fortement effacée[7],[8],
- une inscription rupestre, située au ouadi Ameyra dans le Sinaï, sur la route des mines de cuivre et de turquoise[8],[2].

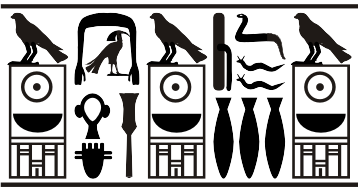
Dessin de l'une des empreintes de sceau de Nebrê découverte dans la tombe A d'Hotepsekhemouy.
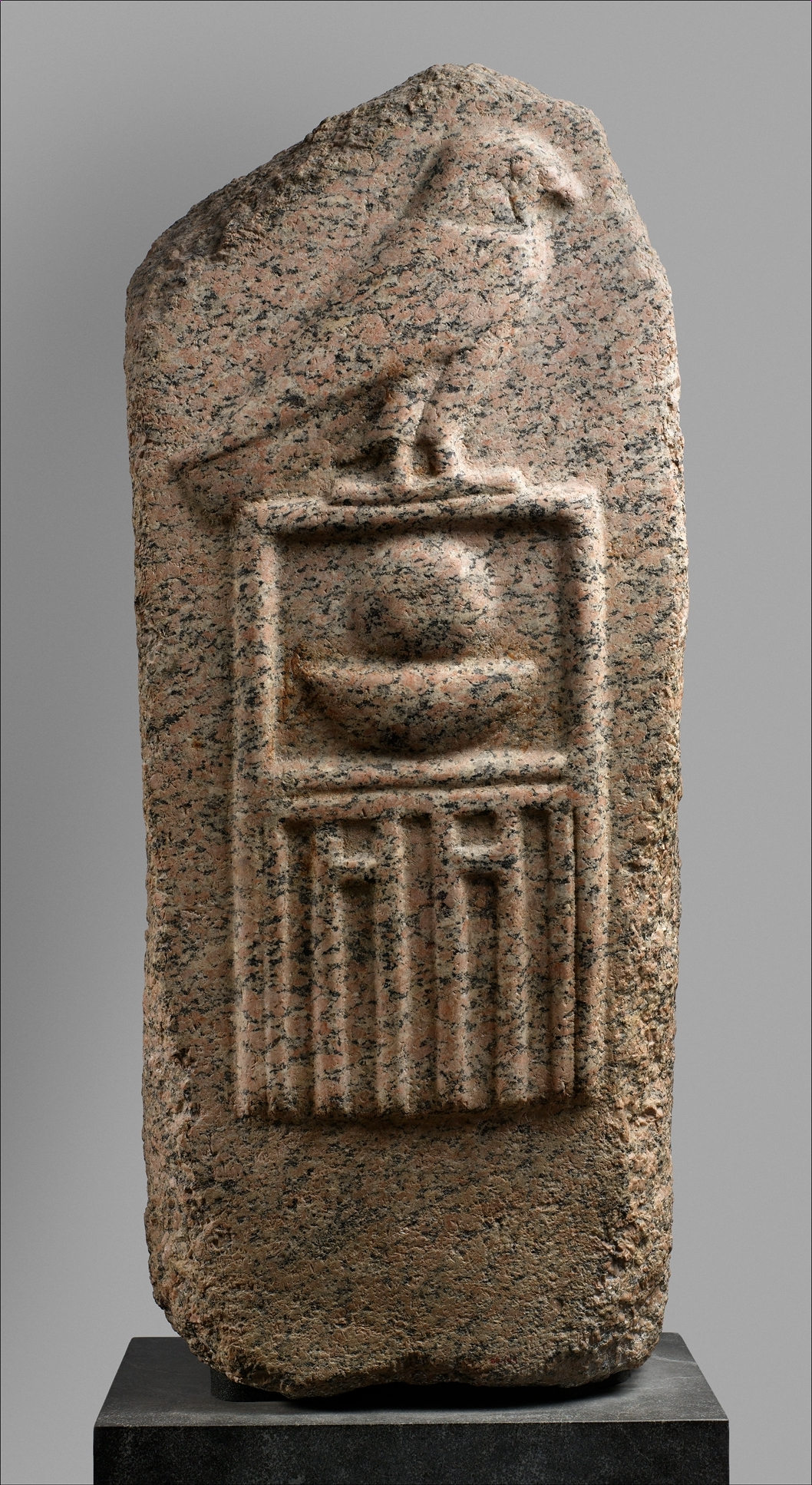
Stèle funéraire de Nebrê - Metropolitan Museum of Art, New-York (MMA 60.144).
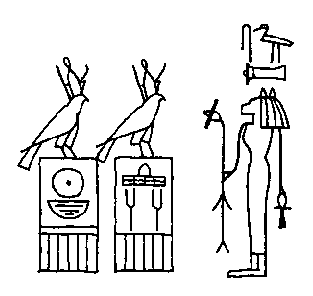
Fac-similé de l'inscription de la coupe en diorite sombre (no 58 de Lacau et Lauer), découvert dans l'une des galeries sous la pyramide de Djéser à Saqqarah et comportant les serekhs d'Hotepsekhemouy et de Nebrê - Musée égyptien du Caire (JE 65l13)[9],[10].
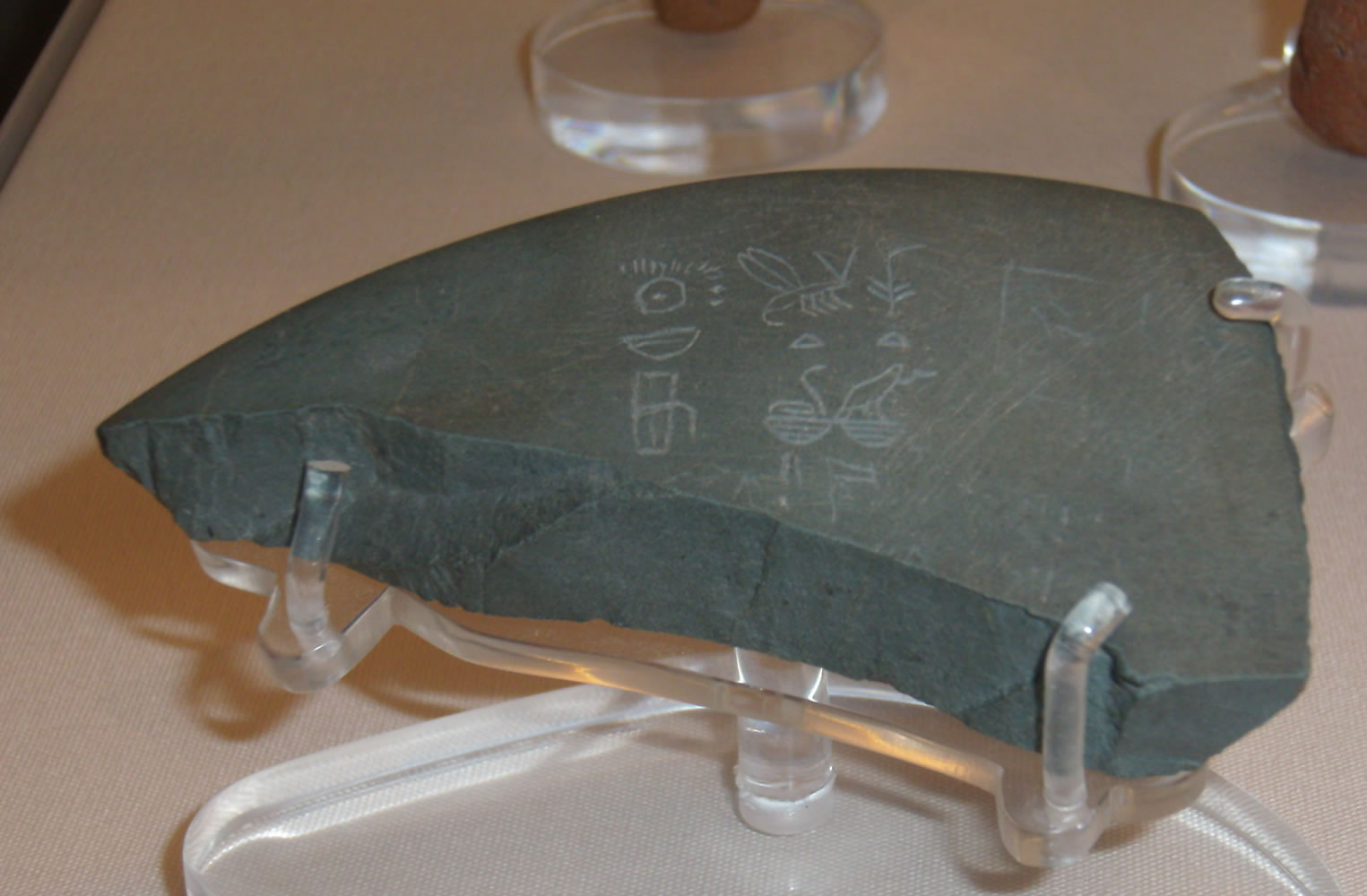
Fragment du vase provenant de la tombe de Péribsen à Abydos et comportant le serekh de Nebrê et le nom de Nynetjer - British Museum (BM EA 35556).
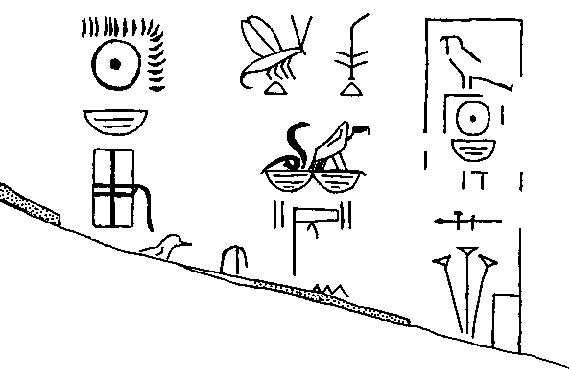
Fac-similé du fragment de vase provenant de la tombe de Péribsen à Abydos et comportant le serekh de Nebrê et le nom de Nynetjer - British Museum (BM EA 35556).
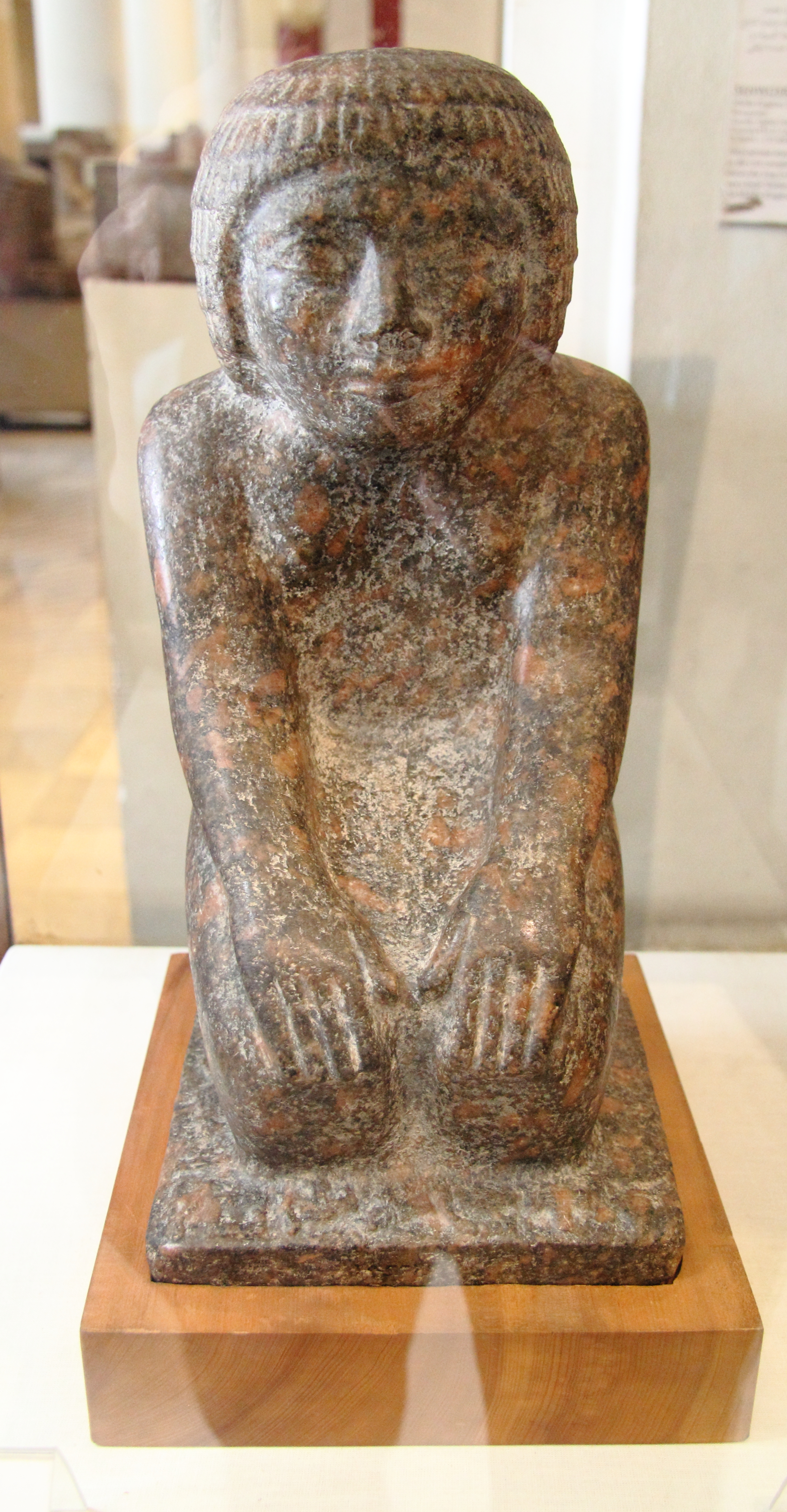
Face avant de la statuette du prêtre Hotepdief - Musée égyptien du Caire (JE 34557).
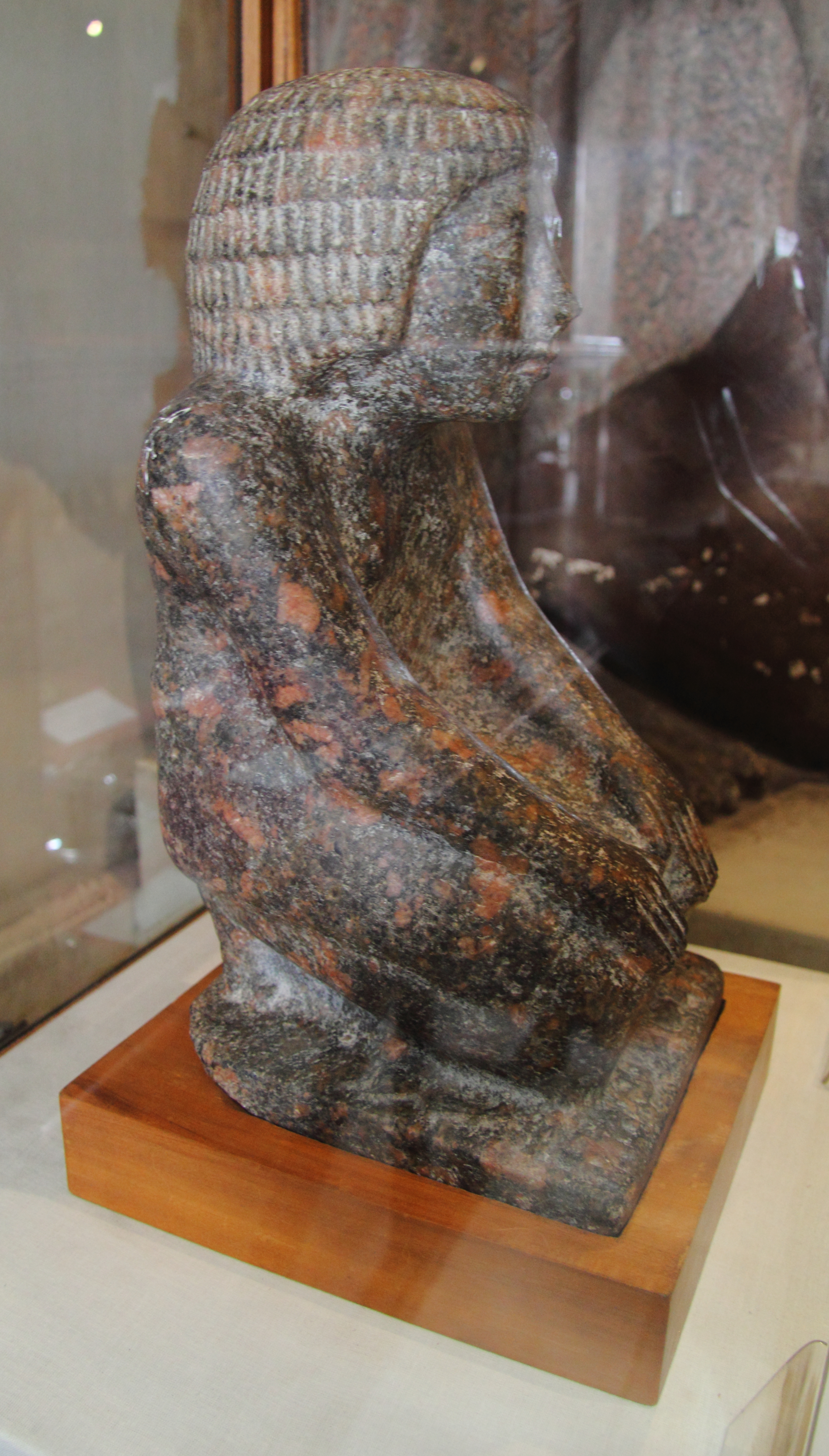
Côté droit de la statuette du prêtre Hotepdief.
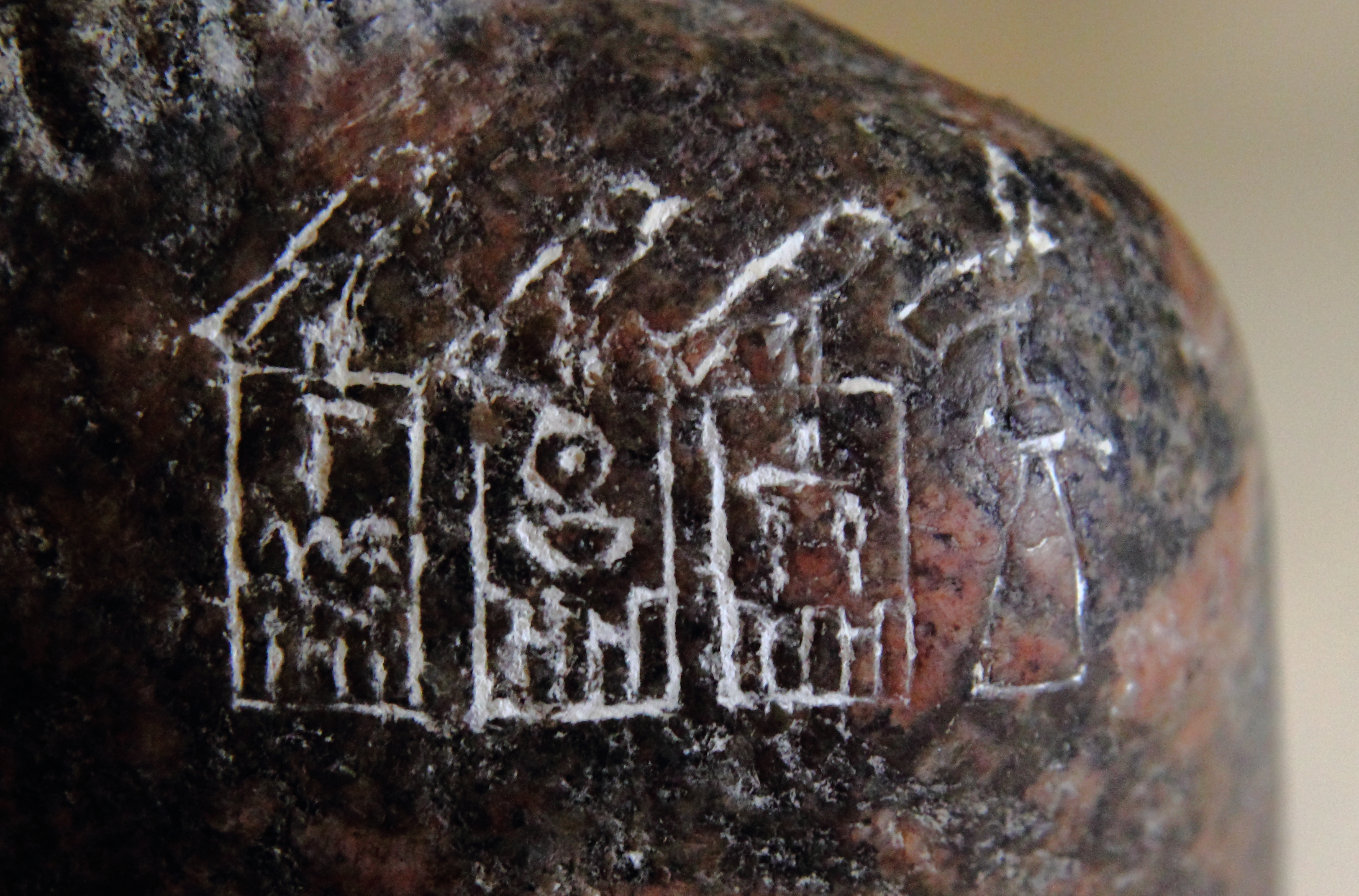
Gros plan sur l'arrière de l'épaule de la statuette du prêtre Hotepdief avec, de droite à gauche, les serekhs d'Hotepsekhemouy, Nebrê et Nynetjer.

### Attestations ultérieures
Le deuxième roi de la IIe dynastie est présent sur les listes royales ramessides sous un nom différent, le nom écrit étant corrompu par le temps :
- la liste royale d'Abydos, datée du règne de Séthi Ier (XIXe dynastie), dans laquelle le nom de Kakaou est inscrit à la dixième position[11],
- le canon royal de Turin, daté de la XIXe dynastie, dans lequel le nom de Kakaou est inscrit à la vingt-et-unième position de la troisième colonne ; la durée de règne et la durée de vie du roi sont perdues[11],
- la table de Saqqarah, datée du règne de Ramsès II (XIXe dynastie), dans laquelle le nom de Kakaou est inscrit à la quatrième position[11].

Concernant les listes manéthoniennes, le troisième roi de la dynastie selon Africanus est nommé Kaiekhôs et aurait régné trente-neuf ans.

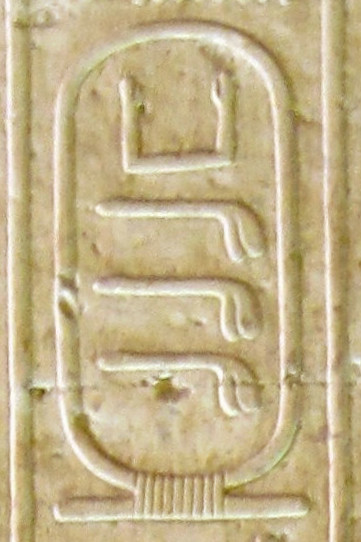
Cartouche de Kakaou dans la liste d'Abydos.

## Signification du nom d'Horus
Le nom serekh de Nebrê est d'un grand intérêt pour les égyptologues, car il est écrit avec le signe hiéroglyphique du soleil Rê, qui n'était pas encore devenu à l'époque l'objet d'adoration divine qu'il sera pendant l'Ancien Empire. À l'époque du roi Nebrê, les cultes religieux les plus importants se concentraient sur la préservation de l'égalité dualiste des protecteurs de l'État Horus et Seth. Rien n'était plus important que de garder cet équilibre divin. Les rois eux-mêmes étaient considérés comme la représentation vivante de ce couple divin. Le soleil était considéré comme un objet céleste contrôlé soit par Horus soit par Seth, comme dans le cas du roi Seth-Péribsen. Par conséquent, le soleil n'était pas encore une divinité indépendante. La première preuve définitive de l'existence de la divinité solaire Rê se produit au début de la IIIe dynastie sous le règne du roi Djéser avec les noms de hauts dignitaires tels que Hesyrê. Et la première preuve définitive détectable d'un culte royal du soleil pleinement établi se produit sous le roi Djédefrê, le troisième souverain de la IVe dynastie. Il fut le premier roi à associer son nom de naissance au nom de Rê, à l'origine de la grande croyance religieuse selon laquelle les rois égyptiens étaient la représentation vivante du soleil avec Horus et Seth,,.
Par conséquent, le nom d'Horus de Nebrê est problématique en ce qui concerne sa traduction et sa signification. La traduction typique du nom de Nebrê, « Rê est mon seigneur », qui se lirait Râneb, est discutable, car elle suppose que le Soleil était déjà adoré comme une divinité indépendante. Par conséquent, les égyptologues ont proposé la traduction « Seigneur du soleil (d'Horus) » qui se lit Nebrê et implique la domination du pharaon sur le Soleil (en tant que corps céleste), qui était en effet également sous le contrôle d'Horus ou de Seth. Aucune religion solaire ou symbolisme solaire n'était encore établi sous aucune forme et on pense maintenant que le roi Nebrê pourrait avoir été le premier roi à adopter une pensée religieuse étendue sur le soleil et le ciel,,.

## Identité
Le roi Nebrê est communément identifié avec le nom de cartouche de l'époque de ramesside, Kakaou, qui peut être traduit comme Le taureau d'Apis. Cela renvoie à l'anecdote écrite par Manéthon, qui disait que sous le roi Kêchoós (la version grecque du nom Kakaou), les divinités Apis, la chèvre de Mendès et Mnévis étaient introduits et adorées comme des dieux. Ce point de vue est remis en question par les égyptologues modernes, car il y avait déjà un culte d'Apis établi sous la Ire dynastie, si ce n'est avant. Le nom Kakaou lui-même est problématique pour ce pharaon, car il n'y avait aucune source de nom du temps de Nebrê qui aurait pu être utilisée pour former le mot.
Le nom de Nebty de Nebrê n'est pas clair. Une théorie de l'égyptologue Jochem Kahl dit que Nebrê était la même personne que le mystérieux roi Ouneg. Il montre du doigt un fragment de vase fait de cendres volcaniques, qui a été trouvé dans la tombe du roi Péribsen (un souverain ultérieur de la IIe dynastie) à Abydos. Sur le fragment, il croit qu'il y a des traces de la fleur d'Ouneg sous le nom incisé du roi Nynetjer. À droite du nom de Nynetjer, la représentation de la maison Ka du roi Nebrê est partiellement conservée. Cet arrangement a amené Kahl à conclure que la fleur d'Ouneg et le nom de Nebra étaient liés l'un à l'autre et le roi Nynetjer a remplacé l'inscription. Kahl souligne également que le roi Nynetjer a écrit son nom en miroir, de sorte que son nom va délibérément dans la direction opposée au nom de Nebrê. La théorie de Kahl fait l'objet de débats puisque l'inscription du vase est endommagée, ce qui laisse beaucoup de place à diverses interprétations.
Des égyptologues comme Jürgen von Beckerath et Battiscombe George Gunn identifient Nebrê à un autre pharaon mystérieux : Noubnefer,. Ce lien est remis en question par d'autres chercheurs, puisque les souverains de la IIe dynastie écrivaient souvent leurs noms de naissance et Horus de la même manière, avec parfois l'ajout d'une épithète (par exemple Hotepsekhemouy → Hotep ; Nynetjer → Nynetjer ; Péribsen → Périben ; Sekhemib → Sekhemib-Perenmaât ; Khâsekhemouy → Khâsekhemouy(-Hotep-Netjerouy-Imef)). Ainsi, le nom de Nebty de Nebrê inclurait a minima ce nom Nebrê, tandis que Noubnefer serait le nom de Nebty d'un autre roi qui aurait régné entre Nynetjer et Khâsekhemouy,.

## Famille
Le nom de la femme de Nebrê est inconnu. Des empreintes de sceaux d'un fils du roi et prêtre de Sopdou nommé Perneb ont été trouvées dans la tombe A de Saqqarah. Si cette tombe est considérée par la plupart des chercheurs comme étant celle d'Hotepsekhemouy, certains chercheurs faisant d'elle celle de Nebrê, Perneb serait alors le fils de Nebrê selon cette hypothèse,,.

## Règne
On sait peu de choses sur le règne de Nebrê. La découverte de scellements portant le nom de Nebrê et d'Hotepsekhemouy à Saqqarah suggère que Nebrê a conduit l'enterrement d'Hotepsekhemouy et a été son successeur direct. Une autre confirmation de cette succession est fournie par la statuette d'Hotepdief et une coupe en pierre portant en juxtaposition les serekhs d'Hotepsekhemouy et de Nebrê. D'autres inscriptions de pots et d'empreintes de sceaux qui subsistent de son temps ne mentionnent que des événements liés au culte et à l'administration, tels que l' Érection des piliers d'Horus. Sous Nebrê, la première représentation de la déesse Bastet a lieu. La découverte de plusieurs attestations de Nebrê dans les territoires désertiques semblent montrer un certain intérêt pour les ressources minières de ces régions sous le règne de Nebrê.
La durée exacte du règne de Nebrê fait l'objet de débats. Les reconstitutions de la célèbre pierre de Palerme, une pierre en basalte noir présentant les événements annuels des rois depuis le début de la Ire dynastie jusqu'au roi Néferirkarê sous la forme de cases clairement divisées, permettent de conclure que Nebrê et son prédécesseur, le roi Hotepsekhemouy, ont dirigé l'Égypte pendant trente-neuf ans. Comme Nebrê a moins de cases pour son règne qu'Hotepsekhemouy, on pense que Nebrê a régné pendant un temps plus court. Les calculs diffèrent de vingt-neuf à dix ans,,. Toujours est-il que le roi a pour successeur Nynetjer, ce que semble confirmer à nouveau la vaisselle en pierre et la statuette d'Hotepdief,.

## Sépulture

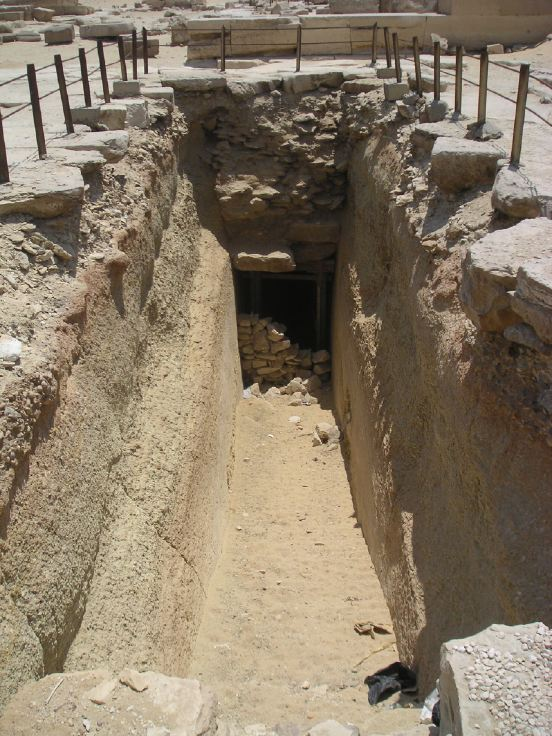
Entrée de la tombe près de la chaussée de la pyramide du roi Ounas.

L'emplacement de la tombe de Nebrê n'est pas certaine. Des égyptologues tels que Wolfgang Helck et Peter Munro pensent qu'il pourrait s'agir de la gigantesque galerie souterraine Tombe A sous la chaussée de la pyramide du roi Ounas à Saqqarah. De nombreuses empreintes de sceaux du roi Hotepsekhemouy et de Nebrê ont été trouvées dans ces galeries,. Mais la plupart des chercheurs (Flinders Petrie, Alexandre Barsanti, Toby Wilkinson et Aidan Dodson par exemple) pensent qu'il s'agit de la tombe d'Hotepsekhemouy, les sceaux de Nebrê étant ceux du roi ayant enterré son prédécesseur, comme cela a été souvent observé,.